# 沖縄県道123号線
沖縄県道123号線（おきなわけんどう123ごうせん）は沖縄県国頭郡今帰仁村湧川と本部町伊豆味とを結ぶ一般県道。

## 概要

### 区間
- 起点：国頭郡今帰仁村字湧川（国道505号）
- 終点：国頭郡本部町字伊豆味（沖縄県道84号名護本部線）
- 総延長：4.25km
- 実延長：3.92km

### 通過自治体
- 国頭郡今帰仁村－国頭郡本部町

### 交差する路線
- 国道505号（本部循環線・起点）
- 沖縄県道72号名護運天港線（今帰仁村呉我山）
- 沖縄県道84号名護本部線（終点）

### 重複路線
- 沖縄県道72号名護運天港線（今帰仁村呉我山、ただし旧道だが現在は通行止めで事実上廃道状態）

## 歴史
- 1953年（昭和28年）に琉球政府道湧川伊豆味線として指定。1965年（昭和40年）に政府道123号線となり、1972年（昭和47年）の本土復帰と同時に県道123号線となった。